# Toodsi (Misso)
Toodsi – wieś w Estonii, w prowincji Võru, w gminie Misso.